# Marjorie Cavarroc-Weimer
Marjorie Cavarroc-Weimer, est une ingénieure française en recherche et développement et experte en matériaux et procédés dans l'aéronautique au sein du groupe Safran. En 2022, elle reçoit le Prix Irène-Joliot-Curie dans la catégorie Parcours femme entreprise.

## Biographie
Marjorie Cavarroc-Weimer obtient son baccalauréat scientifique. Elle reçoit le prix de la Vocation scientifique et technique des Femmes en 1998, puis elle tente sa chance en Classe préparatoire physique, chimie et sciences de l'ingénieur mais décide de se réorienter. En 1999, elle intègre l'Université d'Évry en deuxième année de DEUG sciences de la matière. Elle y obtient une licence puis une maitrise en Physique et Modélisation. Elle intègre ensuite l'École polytechnique universitaire d'Orléans avec comme spécialité l'électronique et l'optique. En parallèle, elle poursuit un DEA puis soutient sa thèse de doctorat en physique des plasmas en 2007, sous la direction de Laïfa Boufendi,. Elle rédige une seconde en 2020, à l'occasion de son habilitation universitaire.
Après sa thèse , elle se consacre au transfert de technologie en que directrice scientifique de The Innovation Company. En 2010, elle reçoit le prix de l’Ingénieur de l'usine nouvelle dans la catégorie début prometteur pour ses travaux de recherche sur la réduction de la quantité de platine dans les électrodes de piles à combustible. En 2013, elle rejoint le groupe Safran comme ingénieure recherche et technologie et travaille sur des domaines tels que les couches minces, traitements de surface par voie sèche et les revêtements multifonctionnels. 
Elle s'engage également pour la place des femmes dans les sciences. Elle fait partie des marraines de l’association Elles bougent, qui a pour objet de susciter des jeunes femmes collégiennes, lycéennes et étudiantes vers les métiers scientifiques, techniques, technologies et d'ingénierie. Elle expertise également les dossiers des candidates boursières pour la Fondation L’Oréal-UNESCO pour les Femmes et la Science depuis 2012.
Depuis 2019, elle est officier de réserve opérationnelle à la Direction générale de l'Armement.

## Distinctions
- 2023 : Trophées des Femmes de l'industrie dans la catégorie « Femme de Recherche et développement » par la Rédaction de L'Usine nouvelle[6]
- 2022 : Prix Irène-Joliot-Curie dans la catégorie Parcours femme entreprise[4]